# Jared Goff
Jared Thomas Goff (Novato, California, Estados Unidos, nacido el 14 de octubre de 1994), es un jugador profesional de fútbol americano estadounidense que juega en la posición de quarterback y actualmente milita en los Detroit Lions de la National Football League (NFL).

## Biografía
Goofy creció siendo seguidor de los San Francisco 49ers, y lleva el número 16 en honor al quarterback Joe Montana.Goofy asistió a Marin Catholic High School, en el Condado de Marin, California, donde lanzó para 7,687 yardas y 93 touchdowns, con 18 intercepciones. Completó el %62.2 de sus pases (477-767), y consiguió un récord de 39-4. Tras su paso por el instituto, Goofy se unió a la Universidad de California con los California Golden Bears.

## Carrera

### NFL

#### Los Angeles Rams
Jared Goff fue seleccionado por Los Angeles Rams en la primera ronda (puesto 1) del Draft de la NFL de 2016. El 9 de junio de 2016 firmó un contrato de cuatro años por $27.9 millones, con $18.6 millones de bonus por firmar.
En su temporada de novato, Goff completo el 54.6% de sus pases para 1,089 para 5 touchdowns y 7 intercepciones además de correr 8 veces para 16 yardas y 1 Touchdowns

#### Detroit Lions
El 18 de marzo de 2021 fue traspasado a los Detroit Lions a cambio de Matthew Stafford.

## Estadísticas
|         | Líder de la liga  |
| Negrita | Máximo de carrera |

### Temporada regular
| Año   | Equipo | Partidos | Partidos | Pase  | Pase  | Pase | Pase   | Pase | Pase | Pase | Pase  | Carrera | Carrera | Carrera | Carrera | Sacks | Sacks | Fumbles | Fumbles | Récord | Récord |
| Año   | Equipo | PJ       | PT       | Comp  | Att   | Pct  | Yards  | Avg  | TD   | Int  | Rate  | Att     | Yds     | Avg     | TD      | Sck   | SckY  | Fum     | Lost    | W      | L      |
| ----- | ------ | -------- | -------- | ----- | ----- | ---- | ------ | ---- | ---- | ---- | ----- | ------- | ------- | ------- | ------- | ----- | ----- | ------- | ------- | ------ | ------ |
| 2016  | LAR    | 7        | 7        | 112   | 205   | 54.6 | 1,089  | 5.3  | 5    | 7    | 63.6  | 8       | 16      | 2.0     | 1       | 26    | 222   | 5       | 2       | 0      | 7      |
| 2017  | LAR    | 15       | 15       | 296   | 477   | 62.1 | 3,804  | 8.0  | 28   | 7    | 100.5 | 28      | 51      | 1.8     | 1       | 25    | 172   | 8       | 3       | 11     | 4      |
| 2018  | LAR    | 16       | 16       | 364   | 561   | 64.9 | 4,688  | 8.4  | 32   | 12   | 101.1 | 43      | 108     | 2.5     | 2       | 33    | 223   | 12      | 5       | 13     | 3      |
| 2019  | LAR    | 16       | 16       | 394   | 626   | 62.9 | 4,638  | 7.4  | 22   | 16   | 86.5  | 33      | 40      | 1.2     | 2       | 22    | 170   | 10      | 5       | 9      | 7      |
| 2020  | LAR    | 15       | 15       | 370   | 552   | 67.0 | 3,952  | 7.2  | 20   | 13   | 90.0  | 51      | 99      | 1.9     | 4       | 23    | 161   | 7       | 4       | 9      | 6      |
| Total | Total  | 69       | 69       | 1,536 | 2,421 | 63.4 | 18,171 | 7.5  | 107  | 55   | 91.5  | 163     | 314     | 1.9     | 10      | 129   | 948   | 42      | 19      | 42     | 27     |

### Playoffs
| Año   | Equipo | Partidos | Partidos | Pase | Pase | Pase | Pase  | Pase | Pase | Pase | Pase  | Carrera | Carrera | Carrera | Carrera | Sacks | Sacks | Fumbles | Fumbles | Récord | Récord |
| Año   | Equipo | GP       | GS       | Comp | Att  | Pct  | Yards | Avg  | TD   | Int  | Rate  | Att     | Yds     | Avg     | TD      | Sck   | SckY  | Fum     | Lost    | W      | L      |
| ----- | ------ | -------- | -------- | ---- | ---- | ---- | ----- | ---- | ---- | ---- | ----- | ------- | ------- | ------- | ------- | ----- | ----- | ------- | ------- | ------ | ------ |
| 2017  | LAR    | 1        | 1        | 24   | 45   | 53.3 | 259   | 5.8  | 1    | 0    | 77.9  | 0       | 0       | 0.0     | 0       | 3     | 13    | 0       | 0       | 0      | 1      |
| 2018  | LAR    | 3        | 3        | 59   | 106  | 55.7 | 672   | 6.3  | 1    | 2    | 70.2  | 9       | 22      | 2.4     | 0       | 5     | 39    | 2       | 0       | 2      | 1      |
| 2020  | LAR    | 2        | 1        | 30   | 46   | 65.2 | 329   | 7.2  | 2    | 0    | 100.7 | 5       | 10      | 2.0     | 0       | 6     | 41    | 0       | 0       | 1      | 1      |
| Total | Total  | 6        | 5        | 113  | 197  | 57.7 | 1,260 | 6.4  | 4    | 2    | 79.5  | 14      | 32      | 2.3     | 0       | 14    | 93    | 2       | 0       | 2      | 3      |

### Super Bowl
| Year | Team | Games | Games | Passing | Passing | Passing | Passing | Passing | Passing | Passing | Passing | Rushing | Rushing | Rushing | Rushing | Sacks | Sacks | Fumbles | Fumbles | Récord | Récord |
| Year | Team | GP    | GS    | Comp    | Att     | Pct     | Yards   | Avg     | TD      | Int     | Rate    | Att     | Yds     | Avg     | TD      | Sck   | SckY  | Fum     | Lost    | W      | L      |
| ---- | ---- | ----- | ----- | ------- | ------- | ------- | ------- | ------- | ------- | ------- | ------- | ------- | ------- | ------- | ------- | ----- | ----- | ------- | ------- | ------ | ------ |
| LIII | LAR  | 1     | 1     | 19      | 38      | 50.0    | 229     | 6.0     | 0       | 1       | 57.9    | 0       | 0       | 0.0     | 0       | 4     | 31    | 0       | 0       | 0      | 1      |